# Mordercy z wrzosowisk
Mordercy z wrzosowisk – określenie stosowane wobec duetu seryjnych morderców – Iana Brady’ego oraz Myry Hindley. Od lipca 1963 do października 1965 dopuścili się w okolicach Manchesteru pięciu morderstw. Ich ofiarami było pięcioro dzieci w wieku od 10 do 17 lat: Pauline Reade, John Kilbride, Keith Bennett, Lesley Ann Downey i Edward Evans (co najmniej czwórkę z nich wykorzystano też seksualnie).

## Ian Brady
Urodził się 2 stycznia 1938 w Glasgow jako Ian Stewart i był synem niezamężnej kelnerki Peggy Stewart, która oddała go do adopcji. W 1954 ze względu na pierwsze problemy z prawem, wyjechał do Manchesteru, do swojej biologicznej matki i przyjął nazwisko swojego ojczyma – Brady. Od 1957 pracował w fabryce chemicznej Millwards w Gorton, gdzie poznał Hindley, wraz z którą w latach 1963–1965 zamordował pięcioro nieletnich. W 1966 został skazany za zabójstwo Johna Kilbride, Lesley Ann Downey oraz Edwarda Evansa. Otrzymał karę dożywotniego pozbawienia wolności. W 1980 roku przyznał się do jeszcze dwóch zabójstw; Keitha Bennetta i Pauline Reade. W 1985 został uznany za niepoczytalnego i umieszczony w szpitalu psychiatrycznym Ashworth Hospital w Maghull, gdzie zmarł 15 maja 2017. W ostatnich latach życia, Brady dawał jasno do zrozumienia, że nie chce przebywać na wolności, a nawet wielokrotnie prosił, by pozwolono mu umrzeć.
W filmie Longford w reżyserii Toma Hoopera z 2006 roku, w postać Iana Brady’ego wcielił się Andy Serkis.

## Myra Hindley
Urodziła się 23 lipca 1942 roku w Manchesterze. Nazywana w prasie „najgorszą kobietą w Wielkiej Brytanii” – kilkakrotnie prosiła o zmniejszenie swojej kary dożywotniego pozbawienia wolności, twierdząc, że uległa resocjalizacji i nie stanowi już zagrożenia dla społeczeństwa, ale nigdy jej nie uwolniono. Zmarła 15 listopada 2002, mając 60 lat.
O jej ułaskawienie starał się Lord Longford, co zostało zobrazowane w filmie Longford. Rolę Hindley zagrała w nim Samantha Morton.

## Zbrodnie
Zbrodnie te nazywa się tak ze względu na to, że dwie pary zwłok znaleziono zakopane w prowizorycznych mogiłach na Saddleworth Moor; trzeci grób również odkryto na tym wrzosowisku w roku 1987, ponad dwadzieścia lat po procesie morderców w 1966. Podejrzewa się, że spoczywa tam także czwarta ofiara, Keith Bennett, lecz do dzisiaj nie odnaleziono jego ciała i sprawa pozostaje niewyjaśniona. W 2008 roku na Saddleworth Moor policja natrafiła na szczątki dziecka, które początkowo uznano za poszukiwane ciało chłopca.
Na samym początku dochodzenia policja wiedziała jedynie o trzech zabójstwach: Edwarda Evansa, Lesley Ann Downey i Johna Kilbride’a. Śledztwo wznowiono w 1987 roku, gdy w prasie pojawiły się spekulacje, iż Brady może mieć także powiązania ze śmiercią Pauline Reade i Keitha Bennetta. On i Hindley, jako dwójka podejrzanych o wspomniane wcześniej przestępstwa, zostali osobno zabrani przez policjantów na wrzosowisko w celu szukania grobów.
Morderstwa na wrzosowiskach, o których rozpisywały się niemalże wszystkie anglojęzyczne gazety, były spowodowane tym, co Malcolm MacCulloch, profesor psychiatrii w medycynie sądowej na uniwersytecie w Cardiff, określa mianem „powiązania zdarzeń” (ang. concatenation of circumstances), co łączy „młodą kobietę z nieokrzesanym charakterem, od najmłodszych lat przyzwyczajoną do doświadczania i zadawania przemocy” z „seksualnym psychopatą-sadystą”.

## Ofiary
| Lp. | Ofiara            | Wiek | Data                |
| --- | ----------------- | ---- | ------------------- |
| 1.  | Pauline Reade     | 16   | 12 lipca 1963       |
| 2.  | John Kilbride     | 12   | 23 listopada 1963   |
| 3.  | Keith Bennett     | 12   | 16 czerwca 1964     |
| 4.  | Lesley Ann Downey | 10   | 26 grudnia 1964     |
| 5.  | Edward Evans      | 17   | 6 października 1965 |